# Марко Теренције Варон Реаћанин
Марко Теренције Варон Реаћанин (лат. Marcus Terentius Varro Reatinus; вероватно Реата, 116 — Рим, 27. п. н. е.) је био римски писац, који је због ширине и разноврсности свог образовања задобио како код савременика (Цицерона), тако и код потоњих писаца (Квинтилијана, Августина), надимак „најученијег Римљанина“. Рођен је 116. п. н. е. вероватно у Реати (данас Ријети), прастаром сабинском граду у Лацију, оданде је његова породица, иначе из класе еквита, држала извесне велепоседе. Првобитно је учио под надзором Луција Елија Стилона Преконина, чувеног учењака, такође из класе еквита, који је био близак са грчком и латинском књижевношћу, и који се нарочито интересовао за римске старине, од којих је неке, попут химни Салијеваца и Законе дванаест таблица, илустровао коментарима. Упивши склоност ка овоме од свог учитеља, коју је доцније гајио с толиким жаром и успехом, Варон је довршио школовање похађајући предавања код Антиоха из Аскалона, филозофа са Академије који је нагињао схватањима стоичара, да би потом узео удела у јавном животу. О његовом напретку у државној служби нисмо у потпуности обавештени, али се зна да је деловао као Помпејев легат приликом грађанског рата у Шпанији и да је заузимао високо место у морнарици током похода против киликијских гусара и Митридата. Такође, познато је да је уз Афранија и Петреја учествовао у грађанском рату на страни Помпеја, и да је приликом једног неуспешног маневра у Шпанији био приморан да се обавеже Цезару да ће му предати своје легије.